# バッファロー市庁舎
バッファロー市庁舎（バッファローしちょうしゃ、Buffalo City Hall）は、アメリカ合衆国のバッファロー市郡の市庁舎。アメリカ合衆国国家歴史登録財に指定された文化遺産である。

## 歴史
1920年代のバッファローは産業都市として繁栄を極めており、人口は急増していた。1875年に建てられた旧市庁舎では増大する業務を処理するのが困難になりつつあった。このため新庁舎の建設が計画された。建設地はバッファローの中心にあるナイアガラ広場の隣接地である。市庁舎からエリー湖が見えるよう超高層ビルとする方針が示された。建設工事は1929年に着工し1931年に完成した。

## 建築
建築様式は当時流行していたアールデコである。32階建で高さは121m、延床面積は52,612㎡である。特筆すべき設備としては、無動力の空調システムが挙げられる。これはビルの西面の吸気口から取り込んだ空気を地下室で冷却しビル全体に循環した後、排気するものである。エリー湖から強風が吹き付ける特異な気象条件を利用した装置である。

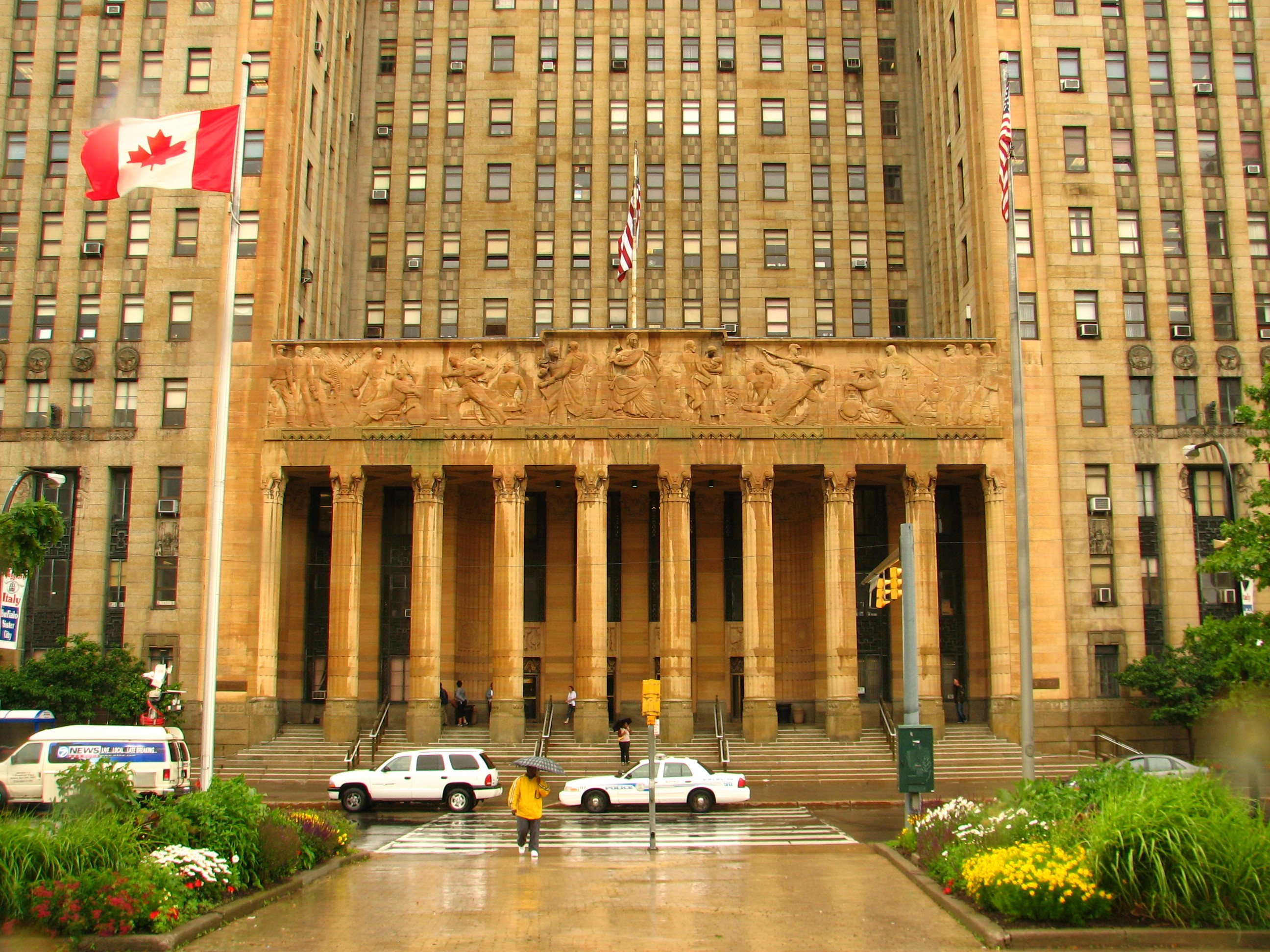
エントランス
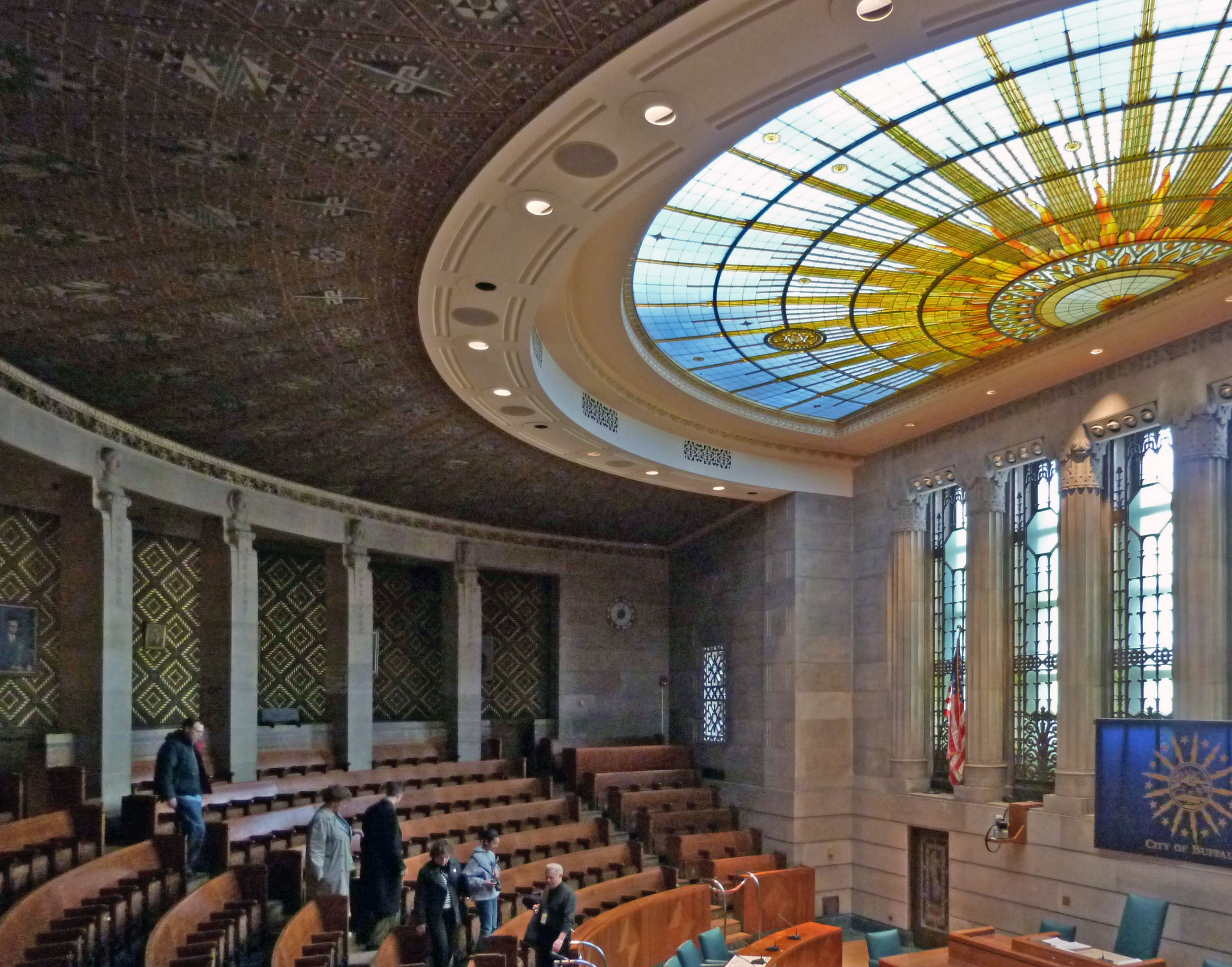
議場
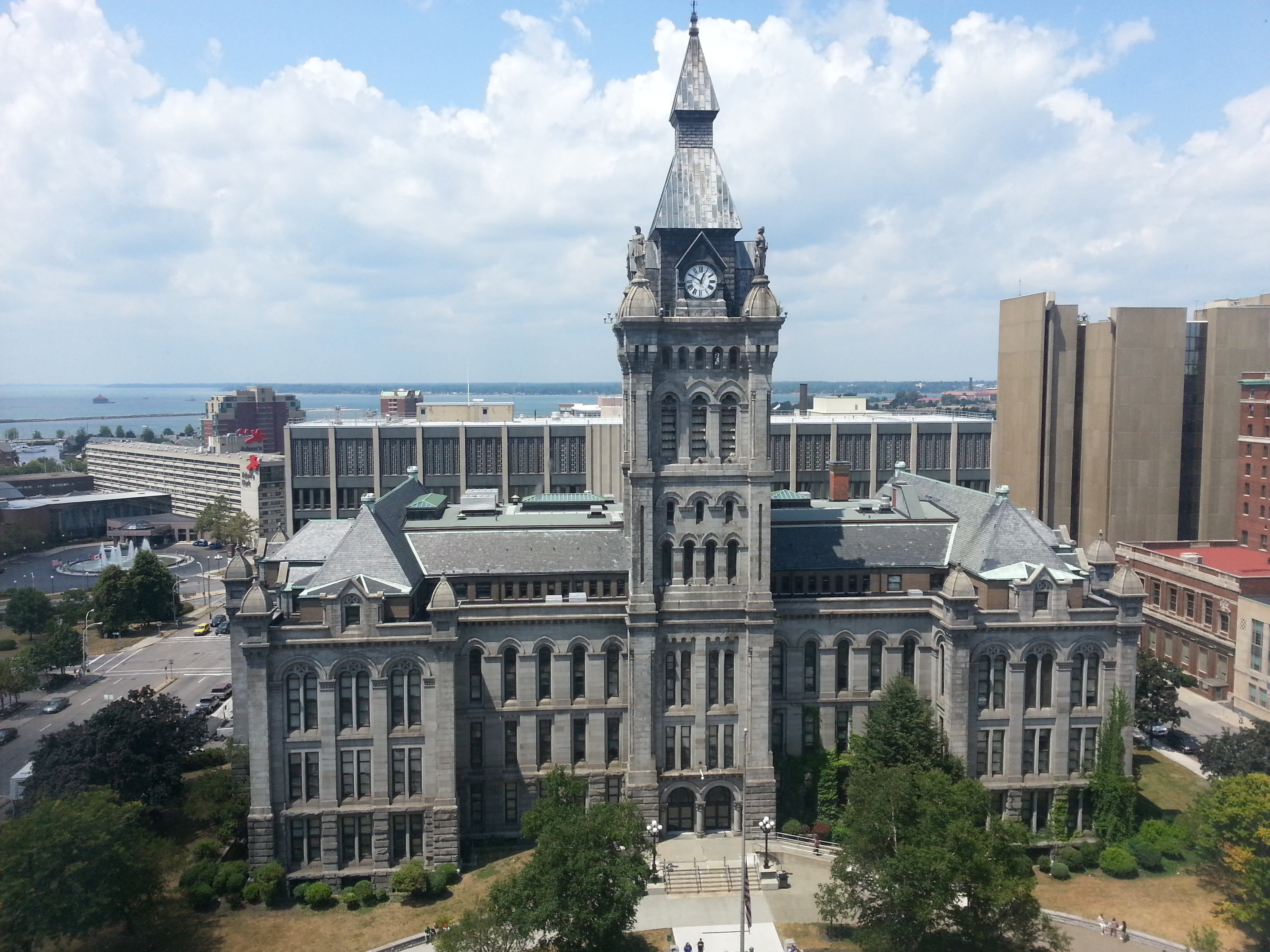
旧市庁舎（現在は裁判所）